# Droga krajowa nr 55 (Polska)
Droga krajowa nr 55 (DK55) – droga krajowa klasy G przebiegająca przez województwo pomorskie i województwo kujawsko-pomorskie. Swój bieg rozpoczyna w Nowym Dworze Gdańskim na węźle z drogą krajową nr 7. Dalej biegnie przez Malbork (gdzie na wspólnym odcinku z drogą krajową nr 22 przekracza Nogat) oraz Sztum, Kwidzyn i Grudziądz. W okolicach Grudziądza przechodzi pod wiaduktem Autostrady Bursztynowej, bez możliwości wjazdu na autostradę. Kończy się w Stolnie, krzyżując się z drogą krajową nr 91.

## Historia numeracji
Na przestrzeni lat arteria posiadała różne numery i klasyfikacje:

| Numer | Kategoria                                               | Przebieg                                                             | Lata obowiązywania   | Źródło                             | Uwagi |
| ----- | ------------------------------------------------------- | -------------------------------------------------------------------- | -------------------- | ---------------------------------- | --- |
| ?     | droga drugorzędna                                       | Nowy Dwór Gd. – Malbork – Sztum – Kwidzyn – Grudziądz – Stolno       | ? – I połowa lat 70. | [ 2 ] [ 3 ]                        | • kategoria na podstawie materiału źródłowego • nieznana numeracja                                                               |
| 173   | • droga państwowa: do 1985 • droga krajowa: od 1 X 1985 | Nowy Dwór Gdański – Malbork – Sztum – Kwidzyn – Grudziądz (– Stolno) | lata 70. – 1986      | [ 5 ] [ 6 ] [ 7 ] [ 8 ] [ 9 ]      | |
| ?     | droga państwowa                                         | Grudziądz – Stolno                                                   | I połowa lat 70.     | [ 5 ] [ 6 ]                        | nieznana numeracja |
| 514   | droga krajowa                                           | Nowy Dwór Gdański – Malbork – Kwidzyn – Grudziądz – Stolno           | 14 II 1986 – 2000    | [ 10 ] [ 11 ] [ 12 ] [ 13 ]        | • dozwolony ruch ciężki – dopuszczalny nacisk na oś do 10 ton • do 1999 roku przebiegała przez województwa elbląskie i toruńskie |
| 55    | droga krajowa                                           | Nowy Dwór Gdański – Malbork – Kwidzyn – Grudziądz – Stolno           | od 2000 roku         | [ 14 ] [ 15 ] [ 16 ] [ 17 ] [ 18 ] | informacje dla ruchu ciężkiego                                                                                                   |

## Dopuszczalny nacisk na oś
Od 13 marca 2021 roku na całej długości drogi dozwolony jest ruch pojazdów o nacisku pojedynczej osi napędowej do 11,5 tony z wyjątkiem określonych miejsc oznaczonych znakiem zakazu B-19.

### Do 13 marca 2021
Wcześniej droga krajowa nr 55 była objęta ograniczeniami dopuszczalnego nacisku pojedynczej osi:
| Znak | Dopuszczalny nacisk | Odcinek |
| ---- | ------------------- | --- |
| DK60 | do 10 ton           | Stolno – Grudziądz (Trasa Średnicowa) – Gardeja – Kwidzyn – Brachlewo – Sztum – Malbork – Nowy Dwór Gdański (Obwodnica) |

## Ważniejsze miejscowości na trasie 55
- Nowy Dwór Gdański: DK7 E28 E77, DW502
- Malbork: DK22
- Sztum: DW516, DW517, DW603
- Brachlewo: DW524, DW529
- Kwidzyn: DK90, DW521
- Gardeja: DW523, DW532
- Grudziądz: A1 E75, DK16 DW498
- Stolno: DK91